# تسونیتز
شهر تسونیتز (به آلمانی: Zwönitz) در ایالت زاکسن در کشور آلمان واقع شده‌است.